# Саша Бенкс
Мерседес Кестнер-Варнадо (англ. Mercedes Kaestner-Varnado, нар. 26 січня 1992) — американська реслерка. Зараз виступає в All Elite Wrestling під ім'ям Мерседес Моне (англ. Mercedes Moné). В Україні найбільш відома за виступами у World Wrestling Entertainment під ім'ям Саша Бенкс. Колишня і чотирьохразова чемпіонка WWE Raw Women's Championship та колишня чемпіонка дів NXT. Раніше виступала в незалежній компанії під ім'ям Мерседес КВ (англ. Mercedes KV), головним чином для Chaotic Wrestling, де брала участь в жіночому чемпіонаті Chaotic Wrestling.

## Ранні роки
Кестнер-Варнадо народилася у Ферфілді, в штаті Каліфорнія. З боку родини Кестнер має частково німецьке походження.
Її родина часто проводила час в пошуках шкіл та медичної допомоги для її неповносправного брата. Перші кроки на ринг зробила в Бостоні, де її родина оселилася на постійній основі. Вона навчалася в школі через інтернет і дорослішала, спостерігаючи за All Japan Women's Pro-Wrestling.

## Кар'єра в професійному реслінгу

### Chaotic Wrestling (2010—2012)
Кестнер-Варнадо почала тренуватися в Chaotic Wrestling в 2008 році. 1 жовтня 2010 року вона дебютувала під ринговим ім'ям Mercedes KV, а її перший бій був в Intergender Tag-Team Match, де вона об'єдналася з Nikki Roxx та зазнала поразки від Alexxis і Danny E. З того часу вона була відома як Мерседес КВ (англ. Mercedes KV). Свою першу перемогу здобула у командному бою 7 січня 2011, разом зі своєю партнеркою Рокс (англ. Nikki Roxx) здолавши Alexxis і Mistress Belmont. 11 лютого взяла участь в п'ятиособовому Gauntlet Матчі за новий пояс Chaotic Wrestling Women's Championship, однак перемоги не здобула. 2 грудня 2011 перемогла в «I Quit» Матчі з колишньою чемпіонкою Alexxis і здобула титул Chaotic Wrestling Women's Championship.
Свій титул захищала, серед іншого, проти Barbie, Alexxis i Nikki Roxx. 1 червня 2012 побила рекорд Alexxis, ставши найдовшою діючою чемпіонкою серед жінок у Chaotic Wrestling, після того, як перемогла Barbie, Alexxis і Mistress Belmont у Fatal 4-Way Match. Востаннє з'явилася в Chaotic Wrestling 18 серпня, програвши Ivy Fit, проте це не був поєдинок за титул. Того ж дня титул Chaotic Wrestling Women's Championship був оголошений вакантним після того, як Кестнер-Варнадо підписала контракт з WWE, закінчивши тим самим її панування довжиною в 260 днів.

### Інші промоушени (2010—2012)
8 серпня 2010 Кестнер-Варнадо дебютувала в New England Championship Wrestling, у команді з Ivy, вигравши тоді командний бій проти Ariel і Sammi Lane. Вона повернулася до промоушен 4 вересня, знову об'єднавши сили з Ivy, щоб подолати Mistress Belmont i Veda Scott. 23 вересня перемогла Mistress Belmont. Знову повернулася в промоушен 14 липня, діставши потім поразку від Адріани (англ. Adriann), шляхом перемоги за допомогою позарингового відліку.

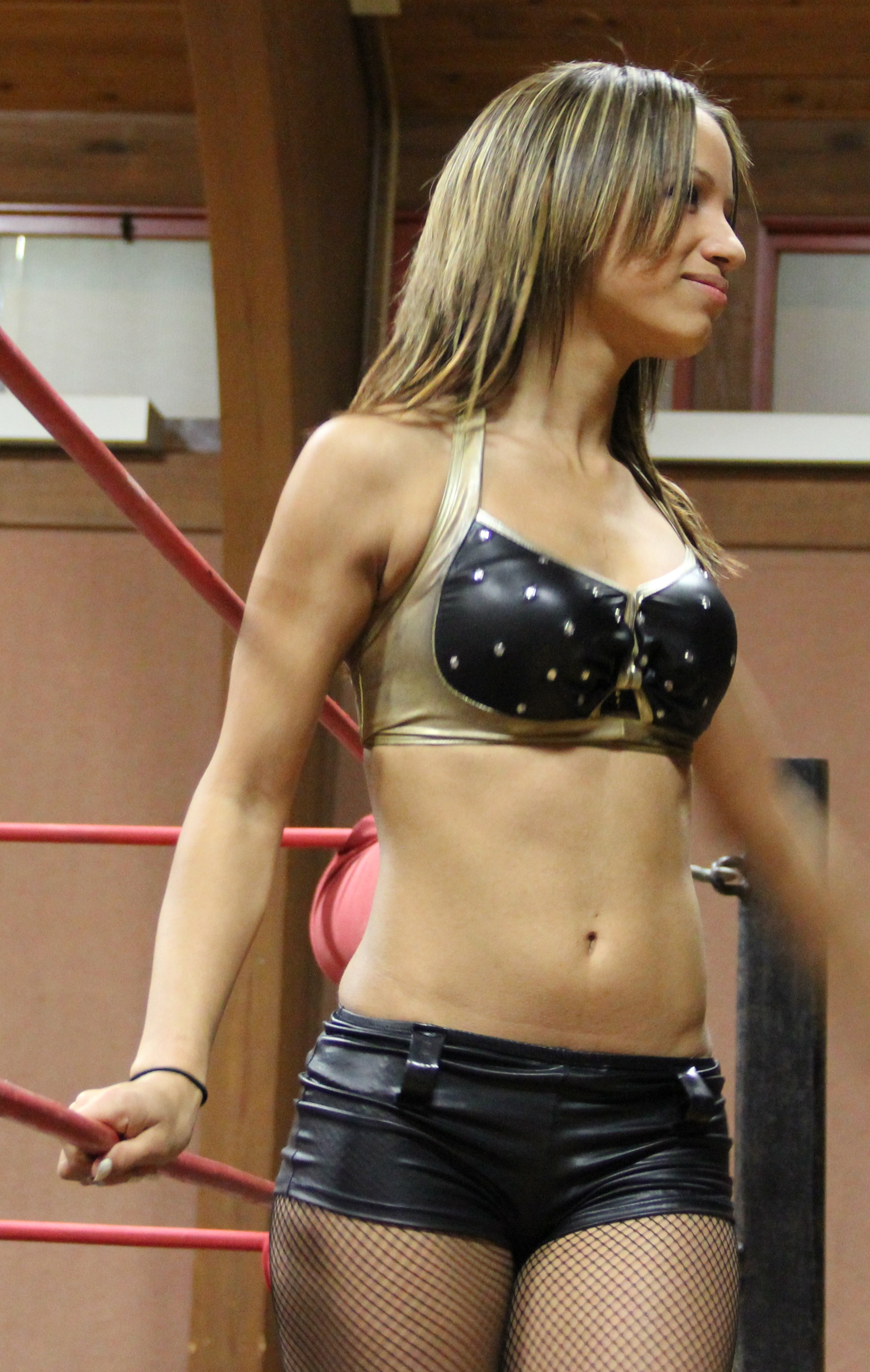
Мерседес КВ в 2012 р.

Під псевдонімом Міс Мерседес (англ. Miss Mercedes) дебютувала в National Wrestling Alliance 19 листопада 2010 року. Програла бій проти Джуліан Старр (англ. Julian Starr), потім перемогла в Intergender Матчі проти Шейка Алі (англ. Sheik Ali) і проти Ніка Фаренгейта (англ. Nick Fahrenheit) . Розпочала суперництво з The Great Cheyenne, більшість боїв, однак, програвши. 9 серпня здобула перемогу в одиночному поєдинку з Арлін (англ. Arlene).

### WWE

#### NXT (2012—2015)
В червні 2012 року Кестнер-Варнадо взяла участь в кваліфікаційних іспитах WWE. 18 серпня оголошено, що вона підписала контракт з промоушеном. Вона взяла ім'я Саша Бенкс (англ. Sasha Banks) і з того часу стала частиною ростеру розвитку WWE — NXT. В NXT вперше з'явилася 12 грудня 2012 року, програвши дуель з Пейдж (англ. Paige). Її перша перемога відбувся в бою у зіткненні з Алішею Фокс 23 січня 2013. Протягом наступних тижнів отримала листа від таємного шанувальника, чим в кінцевому підсумку виявилося повернення на ринг Одрі Марі (англ. Audrey Marie). Марі, заздрячи успіху Бенкс, атакувала її 20 лютого і перемогла Бенкс у поєдинку. Суперництво між Бенкс і Марі закінчилося 3 квітня 2013 року, коли, разом з Paige, Бенкс перемогла Марі і Саммер Рей. Бенкс взяла участь в турнірі, який мав на меті визначити першу володарку поясу NXT Women's Championship, однак вона вибула в першому раунді, отримавши поразку від Саммер Рей.
11 вересня Бенкс програла поєдинок з Paige за пояс NXT Women's Championship. Після матчу Пейдж спробувала заспокоїти супротивницю, що призвело до нападу Бенкс на чемпіонку. За два тижні Бенкс перемогла Бейлі у супроводі з Саммер Рей. Після матчу Бенкс записала промо з Рей і прийняла новий гіммік «The Boss». Бенкс i Рей утворили команду (англ. tag team) «BFF's» («Beautiful, Fierce Females»). 16 жовтня Рей і Бенкс перемогли Емму і Пейдж. 13 листопада 2013 р. команда BFFs перемогла Шарлотт і Бейлі; після поєдинку Шарлотт атакувала свою партнерку і приєднався до BFF's. В середині січня 2014 року Саммер Рей була перенесена до основного ростеру WWE, а Бенкс і Шарлотт почали конкурувати з Бейлі і Наталією; програвши їм в командному матчі, і в обох одиночних матчах. 6 квітня Бенкс з'явилася на Реслманії XXX як одна з Дів, як частина виходу Тріпл Ейча на ринг. У травні вона взяла участь в турнірі за вакансію NXT Women's Championship, перемігши Бейлі у першому раунді, але програвши Наталії у півфіналі. В липні Шарлотт і Бенкс перемогли Бейлі і Беккі Лінч. Після поєдинку Шарлотт залишила Бенкс саму на ринзі, піддаючи її атаки зі сторони Бейлі. Пізніше в той же вечір Бенкс оголосила про свій вихід з BFF's.

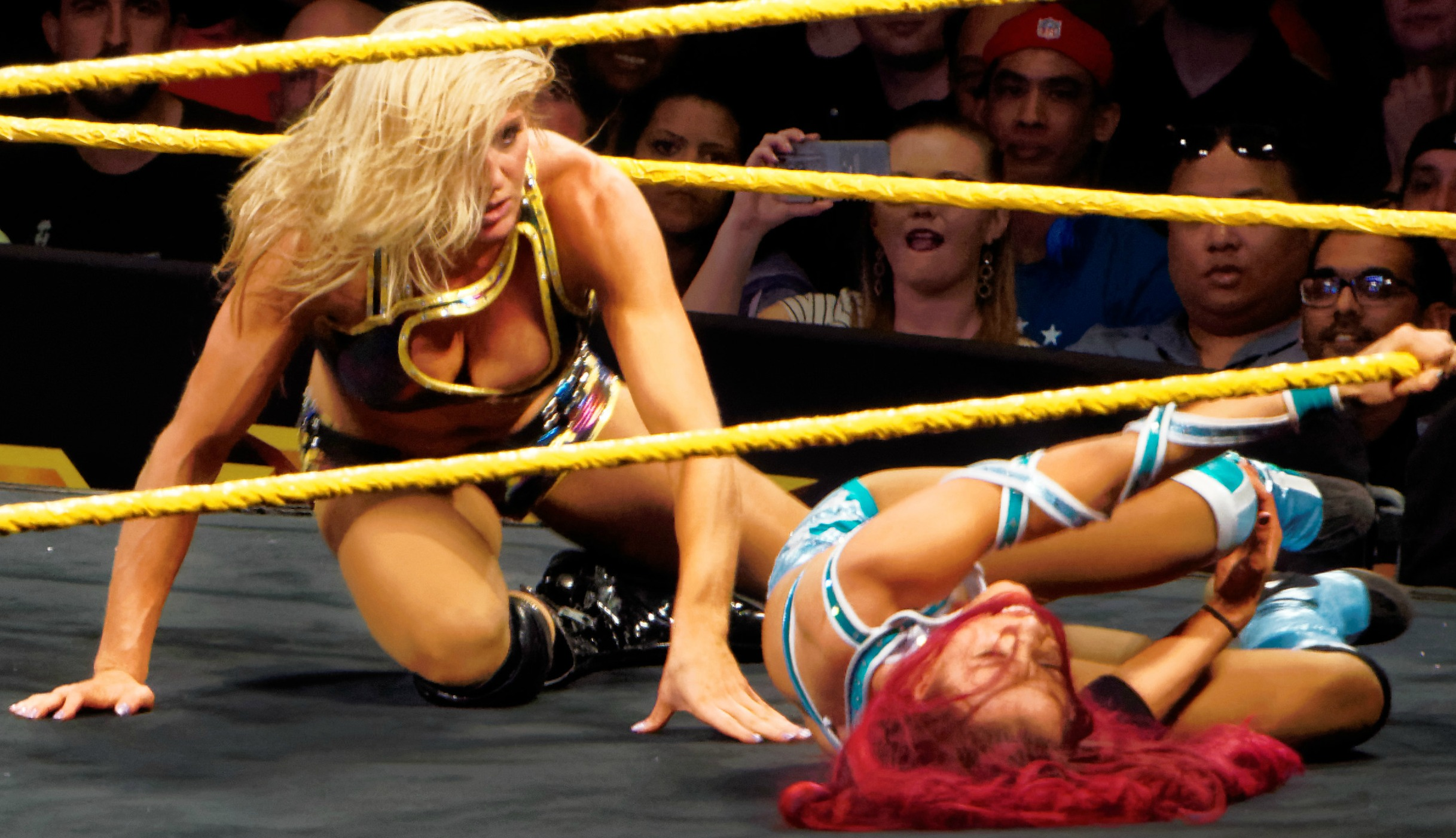
Бенкс у поєдинку з Шарлотт Флер в березні 2015 року

14 серпня програла бій з Бейлі, претендувавши на титул поясу NXT Women's Championship. На NXT Takeover: Fatal 4-Way атакувала Бейлі після її битви з Шарлотт. Шарлотт, однак, вдалося розійняти бійчинь. Була партнеркою в команді з Бейлі, Беккі Лінч приєдалася до Бенкс після того, як 23 жовтня Бенкс перемогла Бейлі в одиночному матчі. На NXT Takeover: R Evolution Бенкс програла Шарлотт в поєдинку за чемпіонський пояс, не вдалося їй також здобути титул в матчі-реванші. 21 січня 2014 знову програла Шарлотт, цього разу через дискваліфікацію, завдяки втручанню Беккі Лінч у поєдинок.
11 лютого 2015 на  NXT TakeOver: Rival, Бенкс стала новим чемпіоном Дів NXT, здобувши перемогу у Fatal 4-Way Match з Шарлотт, Беккі Лінч і Бейлі. Свій пояс захистила у матчі-реванші з Шарлотт в бою з Алексою Блісс і у виклику проти Беккі Лінч на NXT TakeOver: Unstoppable. Бенкс погодилися на бій з Шарлотт після їх спільного бою проти Емми і Дани Брук. Бенкс перемогла Шарлотт, після чого між ними відбулись два взаємних обійми і Шарлотт піднесла Бенкс руку в знак поваги.
На NXT TakeOver: Brooklyn, Бенкс втратила свій титул на користь Бейлі. Після поєдинку Бейлі святкувала свою перемогу зі своїми колишніми суперниками: Шарлотт, Беккі Лінч, а також з Сашею Бенкс. Саша Бенкс і Бейлі знову боролися один з одним 7 жовтня 2015 на NXT TakeOver: Respect в першому в історії реслінгу 30 хвилинному матчі Iron Man Матчі за участі жінок. З поєдинку вийшла переможцем Бейлі, це був останній бій Бенкс в NXT.

#### Участь в головному ростері (2015—2016)
Офіційно в головному ростері WWE Бенкс дебютувала 13 липня 2015 році разом з Беккі Лінч і Шарлотт, після того, як Стефані МакМен оголосила «революцію» в дивізіоні Дів. У той час як Лінч і Шарлотт об'єдналися в союз з Пейдж (англ. Paige), який ворогував з Team Bella (Алішія Фокс, Брі і Ніккі Белла), Бенкс об'єдналася з Наомі і Таміна, які пізніше назвали себе Team B.A.D. (скорочення від Beautiful and Dangerous). 19 липня на Battleground Саша Бенкс боролася в Матчі «Потрійна загроза» проти Шарлотт і Брі Белли, де перемогла Шарлотт. Три команди боролися один з одним протягом тривалого часу суперництва, в ході якого Бенкс перемогла Paige чотири рази, потім чемпіона Ніккі Беллу (в поєдинку, на якому пояс WWE Divas Championship не був поставлений на вагу матча), Брі Беллу, Алішію Фокс і Беккі Лінч.
Після місячної перерви вона повернулася на ринг 24 січня 2016 на Королівську Битву і атакувала Шарлотт і Лінч після матчу між останніми. 1 лютого оголосила, що вона хоче бути незалежною від команди B.A.D., що призвело до нападу з боку Наомі і Таміни, під час битви Бенкс з Беккі Лінч. 15 лютого Беккі Лінч виграла поєдинок з Наомі, після поєдинку Беккі була атакована Таміною і Наомі, але вони дали Лінч спокій після прибуття Бенкс. Незважаючи на незначні сутички між Бенкс і Лінч на SmackDown, їм вдалося подолати Наомі і Таміну в епізоді Fastlane. 29 лютого на Raw Бенкс зіткнулася з Лінч за титул претендентки Divas Championship, однак матч закінчився внічию. Їх матч-реванш відбувся на наступний SmackDown і в черговий раз закінчилася внічию, коли Шарлотт атакувала обох учасників бою. В результаті цього було оголошено матч «Потрійна загроза» за титул WWE Women's Championship між Лінч, Бенкс і Шарлотт на Реслманії 32. 7 березня на Raw, поряд з Лінч здобула перемогу над командою B.A.D., після чого вони зазнали нападу з боку Шарлотт. На Реслманії намагалася отримати новий пояс та титул WWE Women's Championship у матчі «Потрійна загроза», але не змогла його здобути.
Після деякої перерви через травму, Бенкс повернулася 1 червня 2016 в епізоді Main Event і перемогла Саммер Рей. Після повернення Бенкс поновила свою ворожнечу з Шарлотт. Захистила Пейдж від нападу зі сторони Шарлотт та Дани Брук. 27 червня, Пейдж і Бенкс перемогли своїх суперників в командному матчі. Після нападу на Бенкс зі сторони Брук та Шарлотт в найближчі тижні, було оголошено командний бій між Бенкс і партнером за її вибором проти Брук та Шарлотт. 19 липня, в результаті WWE Драфту, Бенкс стала членом бренду Raw. 24 липня, на Battleground, Бенкс і її таємничий партнер та дебютант головного ростеру Бейлі перемогли Шарлотт і Брук.

#### Чемпіонка WWE Women's Championship (з 2016—2017)
25 липня, на першому епізоді Raw після другого поділу на бренди, Саша Бенкс перемогла Шарлотт в битві за титул чемпіонки WWE Women's Championship, вигравши чемпіонат в перший раз та ставши новою чемпіонкою WWE Women's Championship.
30 липня було оголошено, що Шарлотт отримає матч-реванш за титул WWE Women's Championship зіткнувшись з Бенкс 21 серпня на SummerSlam. В епізоді Raw 1 серпня, Саша Бенкс і Енцо Аморе були переможені Шарлотт і Крісом Джеріко в змішаному командному матчі, після того як Бенкс відволіклась на Дану Брук під час матчу. 8 серпня, в епізоді Raw, Саша Бенкс перемогла Дану Брук, в результаті чого Брук заборонено бути присутньою на ринзі під час матчу Бенкс проти Шарлотт на SummerSlam.
21 серпня, після 27 днів володіння титулом, Бенкс втрачає титул WWE Women's Championship, програвши Шарлотт матч-реванш на SummerSlam.

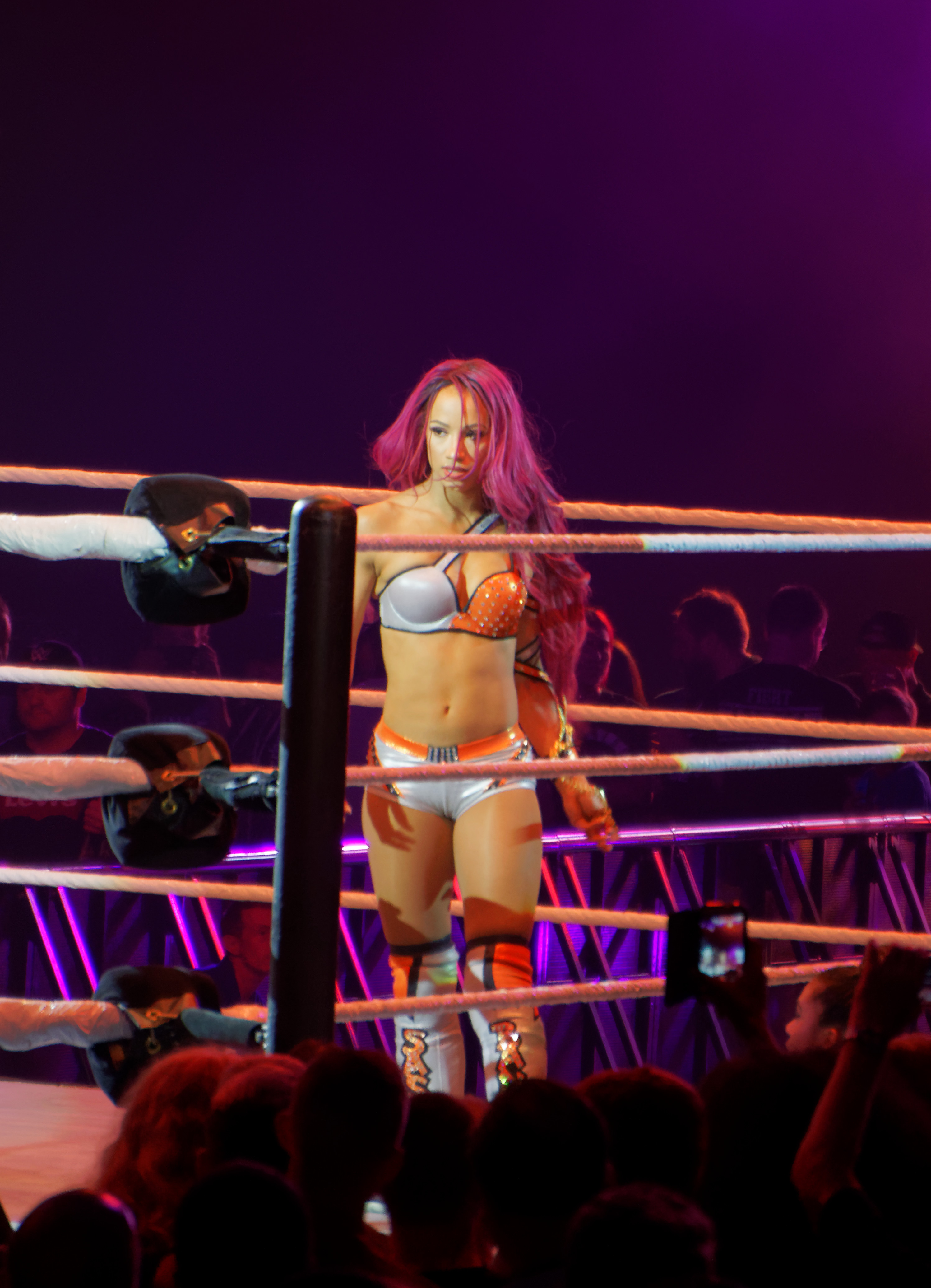
Саша Бенкс в Вересні 2016 р. WWE Live. Лондон.

5 вересня на програмі бренду Raw, Бенкс намагалася оголосити про «погані новини», але була перервана Даною Брук. Дана спробувала напасти на неї в припущенні що Саша була травмована в минулому матчі, але Бенкс розправилася з нею, перш ніж дати знати Брук, що «погані новини» стосуються її та означають що вона побачить Сашу в матчі з Шарлотт на Clash of Champions, де Бенкс буде намагатися отримати нещодавно втрачений титул. 12 вересня на Raw, Мік Фолі погодив бій між Сашею Бенкс, Бейлі та Даною Брук на визначення претендента номер один на матч за титул WWE Raw Women's Championship проти Шарлотт, Бенкс здобула перемогу у матчі та отримала право на матч проти Шарлотт. У зв'язку з тим що перемога Бенкс на цьому матчі виглядала досить суперечливою та була піддана сумніву з боку Шарлотт, Мік Фолі анонсував матч «Потрійна загроза» в якому окрім Бенкс та Шарлотт, візьме участь також Бейлі. 25 вересня, на Clash of Champions Бенкс не змогла виграти титул, перемогу в матчі «Потрійна загроза» здобула Шарлотт.
3 жовтня в епізоді Raw, в матчі головна-подія за титул WWE Raw Women's Championship, Бенкс перемогла Шарлотт здобувши таким чином вдруге титул WWE Raw Women's Championship.
В епізоді Raw 10 жовтня Саша і Чемпіон Сполучених Штатів WWE Роман Рейнс перемогли Шарлотт і Русева в змішаному командному матчі. В тому ж епізоді Бенкс оголосила про те, що вперше в історії жіночого реслінгу буде захищати свій титул в жіночому матчі Hell in a Cell проти Шарлотт 30 жовтня, який став оголошений як головна подія цьогорічного заходу Hell in a Cell (2016).
30 жовтня на шоу Hell in a Cell, Саша програла свій титул WWE Raw Women's Championship (2016) своїй опонентці Шарлотт Флер, тим самим втративши титул вдруге. В епізоді Raw 7 листопада, Бенкс була виявлена, як остаточний член Команди Raw для цьогорічного шоу Survivor Series, де Саша вибула через програш Наталії, тим не менш Команді Raw вдалося отримати перемогу над Командою SmackDown.
28 листопада в епізоді Raw, Бенкс провела матч проти Шарлотт за титул WWE Raw Women's Championship (2016), який завершився подвійним вилученням, доки генеральний менеджер Мік Фолі не оголосив про перезапуск цього матчу-реваншу, за правилами матчів типу Falls Count Anywhere, які не передбачають можливість дискваліфікації, для матчу головної події, зокрема для матчу який має визначити володарку титулу WWE Raw Women's Championship (2016), який відбудеться трохи пізніше, цього ж вечора, та в якому Саша використовуючи поруччя сходів і свій фінішер у вигляді підкорення Bank Statement перемогла Шарлотт в її ж рідному місті. 18 грудня, на події Roadblock: End of the Line, Бенкс зустрілася з Шарлотт в 30-хвилинному Iron Man матчі за титул WWE Raw Women's Championship, де програла Шарлотт з рахунком 3-2 в овертаймі матчу на 34 хвилині 45 секунд.

#### Фьюд з Absolution та The Riott Squad
Наприкінці 2017 року Бенкс разом з Бейлі та Мікі Джеймс розпочали фьюд з новою фракцією Absolution (Пейдж, Манді Роуз і Соня Девілл), які постійно атакували їх. Це призвело до їх одиночних та командних поєдинків, які переважно вигравала команда Absolution. Також у грудні Бенкс змагалася на Близькому Сході проти Алекси Блісс. 28 січня 2018 року на Royal Rumble, Бенкс вперше взяла участь у першому жіночому поєдинку королівської битви, позбувшись Вікі Герерро, Бейлі та Тріш Стратус, але була перекинута за канати Близнючками Белла. Через кілька тижнів, 25 лютого, Бенкс також взяла участь у першому в історії жінок матчі Знищення у Клітці на pay-per-view, де вона допомогла Алексі Блісс, перемогти Бейлі.
26 березня на RAW після тижня ворожнечі, що назрівала між членами команди, під час матчів, Бейлі та Бенкс все ж побилися за сценою. Бенкс та Бейлі билися в середині квітня, але їх матч було перервано після того як в матч втрутились The Riott Squad (Ruby Riott, Сара Логан та Лів Морган). Наступні тижні Бенкс билася проти The Riott Squad, в одиночних та командних поєдинках. У червні, після того, як вона перемогла Ruby Riott у матчі Last Man Standing Match, Банкс конкурувала вперше в своїй кар'єрі в матчі «Money in the Bank», але матч виграла Алекса Блісс. Протягом усього літа, Бенкс та Бейлі продовжували атакувати один одного поза рингом і за лаштунками, їм було запропоновано відвідати консультантів щоб зберегти їхню дружбу. Врешті Бенкс зізналася Бейлі що вона їй подобається незважаючи на їхні розбіжності, про що Саша розповіла на RAW 16 липня, вони примирились та створили команду «The Boss 'n' Hug Connection».

#### The Boss 'n' Hug Connection
Після короткої перерви через травму, Саша Бенкс повернулася на ринг в жовтні 2018, та взяла участь в шоу Evolution на якому вона виграла The Riott Squad разом з Бейлі та Наталією. У листопаді Бенкс виступала на шоу Survivor Series в команді Team Raw, де вона лишилася сама на рингу перемогши Асуку після того як на останню напала Ніа Джекс. У грудні Бенкс і Бейлі оголосили про свої наміри стати Командними чемпіонами серед жінок, після того як цей титул було створено.
27 січня 2019 року на Royal Rumble, після того, як вона перемогла Нію Джакс, щоб заробити матч на Реслманії, проти Чемпіонки серед Дів Ронди Роузі. 17 лютого на Elimination Chamber, Саша Бенкс і Бейлі виграли перші титули командних чемпіонів серед дів вигравши Менді Роуз і Соні Девіль. В своєму першому захисті титулів на Fastlane 10 березня, Бейлі та Саша Бенкс перемогли Таміну та Ніу Джекс. Незабаром після Fastlane, було оголошено, що Бенкс та Бейлі захищатимуть свої титули від трьох інших команд на WrestleMania 35 у чотирьохсторонньому матчі. Проте 7 квітня на Реслманії «Ікони» (Біллі Кей та Пейтон Ройс) перемогли після того як Кей утримала Бейлі тим самим закінчивши їх 49 денне чемпіонство. Наступного дня, Бенкс в останню хвилину скасували появу в ранковому ток-шоу і не з'являлися на RAW. Протягом наступного тижня з'явилися спекуляції, що вона прагнула покинути компанію через постійні розголоси з керівництвом; обидві не були проінформовані до останньої хвилини, що вони втратять титули на WrestleMania. Її скасування ток-шоу, як повідомлялося, пов'язане з особистою справою, але ні Бенкс, ні WWE не підтвердили чуток про її спроби покинути компанію.

## В медіа

### Відеоігри
- Присутня в грі WWE 2K17.[134] Пізніше вона з'явилася в WWE 2K18 та WWE 2K19.[135] Також як персонаж всесвіту WWE Саша Бенкс присутня в мобільній грі WWE SuperCard та WWE Mayhem.

### Музика
- «Song For Sasha Banks» — написана та виконана групою The Mountain Goats, пісня розповідає про дитинство Саші, про те як вона побачила Кріса Джеріко на SmackDown та про те як вона сама стала учасником цього бренду. Трек було випущено 18 червня 2018 року.[136]

## Особисте життя
Кестнер-Варнадо є кузиною Snoop Dogg, Daz Dillinger, Бренді Норвуд та Ray J. Є шанувальницею K-pop і аніме Сейлор Мун.
Кестнер-Варнадо була одружена з дизайнером костюмів та колишнім реслером WWE, Саратом Тоні, більш відомим як Kid Mikaze, з 2016 по 2024 рік.
Улюбленим реслером називає покійного Едді Герреро, вона була присутня на спеціальному епізоді Raw, присвяченому пам'яті Герреро. Проте не знала, що Едді помер, поки не прибула на арену.

## У реслінгу
- Фінішерка
  - Як Саша Бенкс (англ. Sasha Banks)
    - Bankrupt[141] (Straight jacket neckbreaker slam)  — 2013—2014
    - Bank Statement[2] (Double knee backbreaker перетворюється на crossface) — з 2014

  - Як Мерседес KВ (англ. Mercedes KV)
    - Roundhouse kick[4]
    - Wheelbarrow bulldog[4]
- Інші рухи
  - Diving double knee drop[142] — коли супротивник затиснутий в кутку
  - High knee — на супротивника в кутку[143]
  - Japanese arm drag[4]
  - Monkey flip[4]
  - Multiple forehand chops[4]
  - Різні варіанти піну
    - Crucifix
    - Roll-up
    - Small package
    - Wheelbarrow victory roll

  - Reverse chinlock[144] з bodyscissors
  - Springboard arm drag
  - Straight jacket[142]
  - Suicide dive[145]
  - Superplex[145]
  - Tilt-a-whirl headscissors takedown[4]
- Прізвисько
  - «Бос» (англ. «The Boss»)
- Музичні теми
  - «Sky's the Limit» від CFO$ (NXT/WWE; з 23 серпня 2014)[146]
  - «Amazing» від CFO$  ft. Триніті Фату (як член Team B.A.D.)[147]
  - «Unity» від CFO$ ft. J-Frost (як член Team B.A.D.)

## Чемпіонати та досягнення
- Бенкс як Чемпіонка Дів NXT в березні 2015 роціChaotic Wrestling
  - Chaotic Wrestling Women's Championship (1 раз)[6]

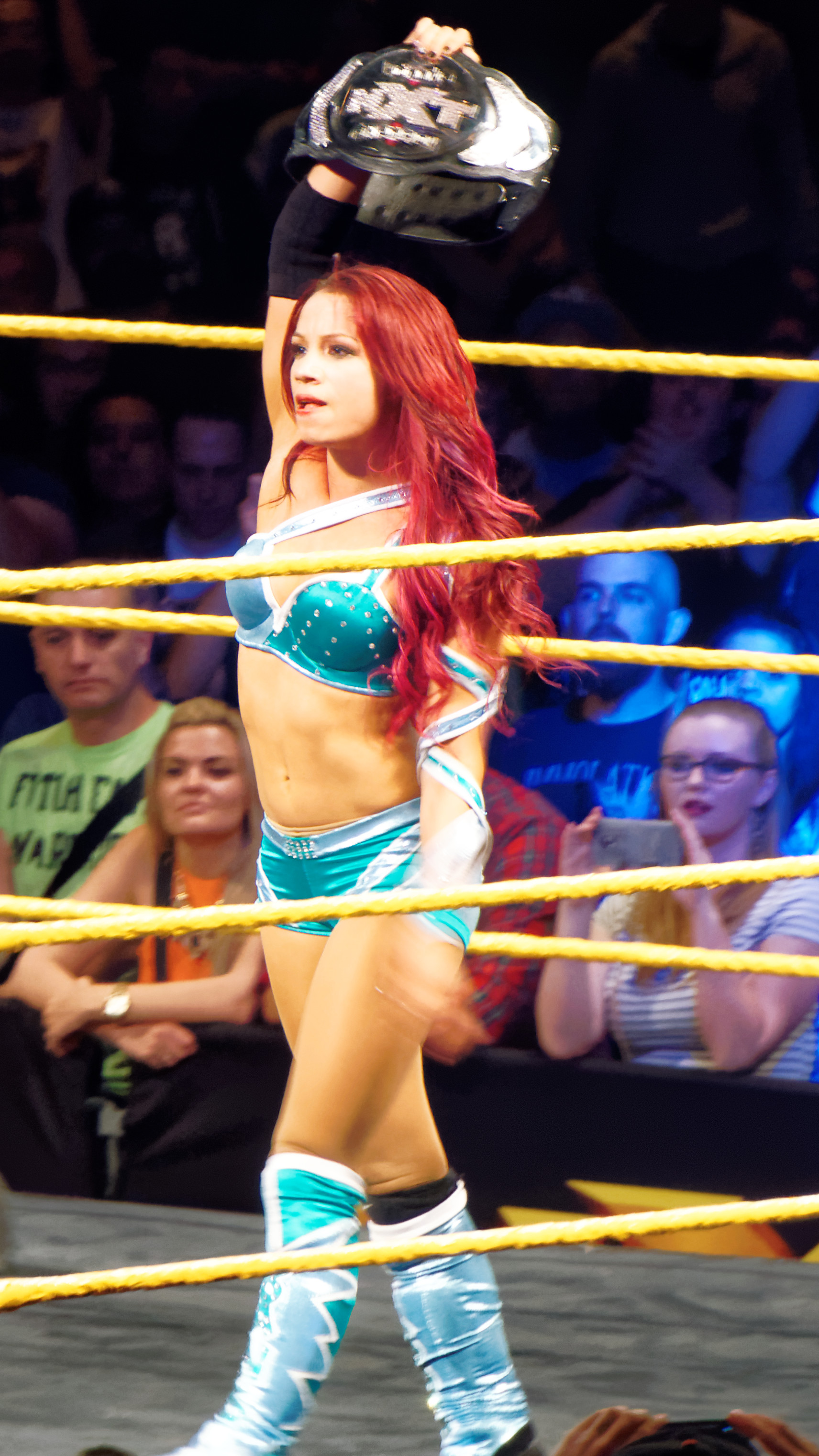
Бенкс як Чемпіонка Дів NXT в березні 2015 році

- Independent Wrestling Entertainment
  - IWE Women's Championship (1 раз)[148]
- Ring Wars Carolina
  - RWC No Limitz Championship (1 раз)[4]
- Pro Wrestling Illustrated
  - Match of the Year (2015) vs. Bayley
  - Woman of the Year (2015)
  - Feud of the Year (2016) vs. Charlotte Flair[
  - PWI зарахував її на 3 місце найкращих 50 реслерок в PWI Female 50 у 2015 р.[149]
- Rolling Stone
  - Future Diva of the Year (2015)[150]
  - NXT Match of the Year (2015)[150] vs. Bayley на NXT TakeOver: Brooklyn
  - Title Feud of the Year, NXT (2015)[150] vs. Bayley на NXT Women's Championship
- Wrestling Observer Newsletter
  - Worst Feud of the Year (2015) Team PCB vs. Team B.A.D. vs. Team Bella
  - Worst Feud of the Year (2018) vs. Bayley
- WWE NXT
  - NXT Women's Championship (1 раз)[2]
  - NXT Year-End Awards for Match of the Year (2015) vs. Bayley на NXT TakeOver: Brooklyn[151]
- WWE
  - WWE Raw Women's Championship (5 разів)[59]
  - WWE Women's Tag Team Championship (2 рази) разом з Бейлі.